# Descendants
Descendants (prt: Os Descendentes; bra: Descendentes) é um filme original do Disney Channel, protagonizado por Dove Cameron, Sofia Carson, Cameron Boyce e Booboo Stewart. Estreou a 31 de julho de 2015 nos Estados Unidos. A 15 de outubro de 2015, o Disney Channel anunciou a sequela do filme, Descendants 2, que estreou a 21 de julho de 2017. A 16 de fevereiro de 2018, o Disney Channel anunciou a terceira parte, Descendants 3, que estreou a 2 de agosto de 2019.

## Sinopse
Vinte anos depois de a Bela e o Monstro (ou a Fera) se casarem e se tornarem rei e rainha, eles estabelecem os Estados Unidos de Auradon, criando uma nova nação próspera dos reinos vizinhos, e pedem para banir os vilões (mesmo os que morreram, foram ressuscitados) para a Ilha dos Perdidos, uma ilha cercada por uma barreira onde a magia está suspensa. O filho deles, Príncipe Benjamin (Ben), anuncia que a sua primeira proclamação enquanto futuro rei é dar às crianças da Ilha dos Perdidos a oportunidade de viver em Auradon, longe da influência de seus pais vilões. Ele escolhe Carlos, filho da Cruella de Vil; Jay, filho de Jafar; Evie, filha da Rainha Má; e Mal, filha de Maléfica/Malévola. Na ilha, Maléfica/Malévola instrui o quarteto a roubar a varinha mágica da Fada Madrinha para desativar a barreira para que ela possa conquistar Auradon. Os quatro VKs acabam por se encaixar e desfrutar de uma infância normal, e Mal começa um relacionamento com Ben, que namorava até então com a autoproclamada Audrey, filha da Princesa Aurora (A Bela Adormecida) e do Príncipe Phillip. Quando a barreira é inadvertidamente dissipada, Maléfica/Malévola ataca a coroação de Ben e transforma-se num dragão. Com Ben incentivando-a a fazer sua própria escolha, Mal escolhe o bem. Ela e os seus amigos derrotam Maléfica/Malévola, transformando-a num pequeno lagarto, podendo voltar ao seu estado normal se encher o seu coração de amor. O povo de Auradon comemora.

## Produção
A 12 de dezembro de 2013, o Disney Channel anunciou a produção do filme e divulgou a sinopse. As filmagens começaram na primavera de 2014. Kenny Ortega, o diretor vencedor do Emmy Award que já trabalhou com a Disney Channel na trilogia de sucesso High School Musical, foi anunciado para dirigir o filme.

## Lançamento
Antes do filme estrear oficialmente na TV, o filme foi lançado no aplicativo "Watch Disney Channel", e foi visto mais de um milhão de vezes. Na sua noite de estreia, o filme foi visto por 6,6 milhões de pessoas e por 10,5 milhões de espectadores no total.

## Banda sonora
A banda sonora foi lançada a 31 de julho de 2015 pela Walt Disney Records. O álbum chegou ao número 1 nos Estados Unidos na Billboard 200, e também no "Top Digital Albums" e "Top Soundtracks". Foi certificado com o disco de ouro pela RIAA, por mais de 500,000 cópias vendidas nos EUA.
| N.º | Título                                     | Artista(s)                                                                                           | Duração |  |
| 1.  | "Rotten to the Core"                       | Dove Cameron, Cameron Boyce, Booboo Stewart e Sofia Carson                                           | 2:42    |  |
| 2.  | "Evil Like Me"                             | Kristin Chenoweth e Dove Cameron                                                                     | 3:44    |  |
| 3.  | "Did I Mention"                            | Mitchell Hope                                                                                        | 2:33    |  |
| 4.  | "If Only"                                  | Dove Cameron                                                                                         | 3:49    |  |
| 5.  | "Be Our Guest"                             | Mitchell Hope, Spencer Lee, Kala Balch e Marco Marinangeli                                           | 1:55    |  |
| 6.  | "If Only (Reprise)"                        | Dove Cameron                                                                                         | 0:41    |  |
| 7.  | "Set It Off"                               | Dove Cameron, Sofia Carson, Cameron Boyce, Booboo Stewart, Mitchell Hope, Sarah Jeffery e Jeff Lewis | 2:54    |  |
| 8.  | "Believe"                                  | Shawn Mendes                                                                                         | 3:28    |  |
| 9.  | "Rotten to the Core (Versão Sofia Carson)" | Sofia Carson                                                                                         | 2:54    |  |
| 10. | "Night Is Young"                           | China Anne McClain                                                                                   | 3:02    |  |
| 11. | "Good Is the New Bad"                      | Dove Cameron, Sofia Carson e China Anne McClain                                                      | 2:34    |  |
| 12. | "I'm Your Girl"                            | Felicia Barton                                                                                       | 2:38    |  |
| 13. | "Descendants Score Suite"                  | David Lawrence                                                                                       | 6:49    |  |

## Elenco
- Dove Cameron como Mal, filha de Maléfica/Malévola
- Cameron Boyce como Carlos, filho de Cruella de Vil
- Booboo Stewart como Jay, filho de Jafar
- Sofia Carson como Evie, filha da Rainha Má
- Mitchell Hope como Ben, filho de Bela e Monstro/Fera
- Melanie Paxson como Fada Madrinha, a diretora da Preparatória de Auradon e mãe de Jane
- Brenna D'Amico como Jane, filha da Fada Madrinha
- Sarah Jeffery como Audrey, filha de Aurora e Príncipe Phillip
- Zachary Gibson como Doug, filho de Dunga/Mudo
- Jedidiah Goodacre como Chad Encantado, filho de Cinderela e Príncipe Encantado
- Dianne Doan como Lonnie, filha de Fa Mulan e Li Shang
- Dan Payne como Monstro/Fera, rei de Auradon e pai de Ben
- Keegan Connor Tracy como Bela, rainha de Auradon e mãe de Ben
- Wendy Raquel Robinson como Cruella de Vil, mãe de Carlos
- Maz Jobrani como Jafar, pai de Jay e proprietário da sua própria loja de antiguidades
- Kathy Najimy como Rainha Má, mãe de Evie que ainda tem problemas com sua enteada Branca de Neve
- Kristin Chenoweth como Maléfica/Malévola, mãe de Mal que é conhecida como a vilã mais temida e cruel de Auradon

Adicionalmente, Judith Maxie interpreta a Rainha Leah, avó de Audrey; Reese Alexander interpreta Jenkins, o treinador da Preparatória de Auradon; Jonathan Holmes interpreta Deley, o professor de ciências da Preparatória de Auradon; e Stephanie Bennett interpreta a Branca de Neve, que trabalha como repórter de televisão.

### Dobragem portuguesa
O elenco de dobragem é constituído por:
- Raquel Ferreira dá voz a Mal
- André Raimundo dá voz a Carlos
- Salvador Nery dá voz a Jay
- Carla Mendes dá voz a Evie
- Luís Lobão dá voz a Ben
- Ana Vieira dá voz a Fada Madrinha	Ana Vieira
- Diana Nicolau dá voz a Jane
- Catarina Mago dá voz a Audrey
- Luís Lucena dá voz a Doug
- Afonso Lagarto dá voz a Chad
- Leonor Biscaia dá voz a Lonnie
- José Neves dá voz a Rei Monstro
- Ana Catarina Afonso dá voz a Rainha Bela
- Isabel Ribas dá voz a Cruella de Vil
- Mário Redondo dá voz a Jafar
- Teresa Sobral dá voz a Rainha Má
- Ana Rita Tristão dá voz a Maléfica
- Pedro Barbeitos dá voz a Jenkins
- Tiago Retrê dá voz a Deley
- Elsa Galvão dá voz a Rainha Leah
- Joana Ribeiro dá voz a Branca de Neve

### Dublagem brasileira
| Personagens    | Dubladores          |
| -------------- | ------------------- |
| Mal            | Michelle Giudice    |
| Evie           | Flora Paulita       |
| Carlos de Vil  | Vyni Takahashi      |
| Jay            | Ítalo luiz          |
| Ben            | Daniel Garcia       |
| Lonnie         | Andressa Andreatto  |
| Audrey         | Agatha Paulita      |
| Jane           | Priscila Ferreira   |
| Doug           | Bruno Mello         |
| Chad           | Fábio Lucindo       |
| Bela           | Shallana Costa      |
| Fera           | Alexandre Marconato |
| Malévola       | Márcia Regina       |
| Fada Madrinha  | Angélica Santos     |
| Cruella de Vil | Cecília Lemes       |
| Jafar          | Luiz Laffey         |
| Rainha Má      | Suzete Piloto       |
| Rainha Leah    | Alessandra Araújo   |
| Branca de Neve | Renata Villaça      |

## Prémios e indicações
| Ano  | Prêmio                           | Categoria                                  | Nomeados                        | Resultado |
| ---- | -------------------------------- | ------------------------------------------ | ------------------------------- | --------- |
| 2015 | Teen Choice Awards               | Melhor Musica para filme de TV             | Shawn Mendes - "Believe"        | Indicado  |
| 2016 | Writers Guild of America Award   | Programa para Crianças                     | Josann McGibbon e Sara Parriott | Venceu    |
| 2016 | Directors Guild of America Award | Diretor em um Programa para Crianças       | Kenny Ortega                    | Venceu    |
| 2016 | Golden Reel Awards               | Melhor trilha sonora: Musical de Televisão | Amber Funk                      | Indicado  |
| 2016 | 68th Primetime Emmy Awards       | Composição de música para um filme         | David Lawrence                  | Indicado  |

## Transmissão mundial
| País           | Canal                         | Data de Estreia        | Título                       | Fonte(s) |
| -------------- | ----------------------------- | ---------------------- | ---------------------------- | -------- |
| Estados Unidos | Disney Channel                | 31 de julho de 2015    | Descendants                  |          |
| Canadá         | Family Channel                | 31 de julho de 2015    | Descendants                  | [ 13 ]   |
| Brasil         | Disney Channel Brasil         | 16 de agosto de 2015   | Descendentes                 |          |
| América Latina | Disney Channel América Latina | 16 de agosto de 2015   | Descendientes                | [ 14 ]   |
| Alemanha       | Disney Channel Alemanha       | 30 de agosto de 2015   | Descendants - Die Nachkommen |          |
| Israel         | Disney Channel Israel         | 31 de agosto de 2015   | היורשים                      | [ 15 ]   |
| Polónia        | Disney Channel Polônia        | 18 de setembro de 2015 | Następcy                     | [ 16 ]   |
| Roménia        | Disney Channel Romênia        | 19 de setembro de 2015 | Descendetii                  |          |
| Países Baixos  | Disney Channel Países Baixos  | 19 de setembro de 2015 | Descendants                  |          |
| Taiwan         | Disney Channel Taiwan         | 26 de setembro de 2015 | 星光繼承者                   |          |
| Itália         | Disney Channel Itália         | 3 de outubro de 2015   | Descendants                  |          |
| Espanha        | Disney Channel Espanha        | 9 de outubro de 2015   | Los Descendientes            |          |
| Portugal       | Disney Channel Portugal       | 10 de outubro de 2015  | Os Descendentes              | [ 1 ]    |
| França         | Disney Channel França         | 18 de outubro de 2015  | Descendants                  |          |
| Rússia         | Disney Channel Rússia         | 21 de novembro de 2015 | Наследники                   |          |